# Placa das Novas Hébridas
A placa das Novas Hébridas é uma placa tectónica secundária da litosfera do planeta Terra cobrido uma superfície de 0,01 585 esterorradianos, situada na região das Novas Hébridas, no Oceano Pacífico. A placa está ligada à placa do Pacífico.

## Descrição
A placa das Novas Hébridas está localizado no oeste do Oceano Pacífico do qual cobre uma pequena parte, em tono do arquipélago das Novas Hébridas.
A placa das Novas Hébridas está em contato com a microplacas do recife Balmoral e do recife Conway e com as placas do Pacífico e Australiana.
As fronteiras com as outras placas são maioritariamente formadas pela fossa das Novas Hébridas, na costa oeste de Vanuatu.
O deslocamento da placa das Novas Hébridas ocorre a uma velocidade rotacional de 2,70° por milhão de anos de acordo com um polo euleriano localizado a 13°00' de latitude Sul e 12°00' de longitude Oeste (tomando como referência a placa do Pacífico).
A placa das Novas Hébridas tem como epónimo o arquipélago das Novas Hébridas.